# Diócesis de Chiang Mai
La diócesis de Chiang Mai (en latín: Dioecesis Chiangmaien(sis) y en tailandés: เขตมิสซังเชียงใหม่) es una circunscripción eclesiástica latina de la Iglesia católica en Tailandia, sufragánea de la arquidiócesis de Bangkok. La diócesis tiene al obispo Francis Xavier Vira Arpondratana como su ordinario desde el 10 de febrero de 2009.

## Territorio y organización
La diócesis tiene 48 013 km² y extiende su jurisdicción sobre los fieles católicos de rito latino residentes en las provincias de: Chiang Mai, Lampang (excepto el distrito de Ngao), Lamphun y Mae Hong Son.
La sede de la diócesis se encuentra en la ciudad de Chiang Mai, en donde se halla la Catedral del Sagrado Corazón.
En 2019 en la diócesis existían 34 parroquias.

## Historia
La misión católica de Chieng-Mai se originó en enero de 1931 cuando dos sacerdotes de la Sociedad de las Misiones Extranjeras de París llegaron desde Bangkok. Dos intentos anteriores, en 1844 y 1914, habían fracasado.
En 1931 se construyó la primera iglesia del Sagrado Corazón, que en 1959 se convirtió en la primera catedral de la diócesis.
El 17 de noviembre de 1959, con la bula Caelorum regnum del papa Juan XXIII, fue erigida la prefectura apostólica de Chieng-Mai obteniendo el territorio del vicariato apostólico de Bangkok (hoy arquidiócesis). Se nombró administrador apostólico al francés Lucien Bernard Lacoste, de la Congregación de Sacerdotes del Sagrado Corazón de Jesús de Betharram, obispo de Dali en China, quien no pudo ejercer este cargo por haber sido expulsado del territorio chino en 1952.
El 28 de febrero de 1965 se inauguró una segunda y más grande catedral, todavía dedicada al Sagrado Corazón de Jesús.
El 18 de diciembre de 1965 la prefectura apostólica fue elevada a diócesis con la bula Qui in fastigio del papa Pablo VI. A su guía permaneció, siempre como administrador apostólico, Lucien Lacoste.
El 2 de julio de 1969, debido al decreto Cum Excellentissimus de la Congregación para la Evangelización de los Pueblos, la diócesis tomó su nombre actual.
El 20 de junio de 1970 cedió el territorio de la provincia de Uttaradit a la diócesis de Nakhon Sawan mediante el decreto Cum ad disciplinae de la Congregación para la Evangelización de los Pueblos.
En 1975 la diócesis fue confiada al primer obispo tailandés, Robert Ratna Bamrungtrakul.
El 30 de octubre de 1999 se inauguró la tercera catedral de la diócesis, nuevamente dedicada al Sagrado Corazón de Jesús.
El 25 de abril de 2018 cedió una parte de su territorio para la erección de la diócesis de Chiang Rai mediante la bula Petitum est del papa Francisco.

## Estadísticas
De acuerdo al Anuario Pontificio 2020 la diócesis tenía a fines de 2019 un total de 55 489 fieles bautizados.
| Año                                                                             | Población            | Población | Población      | Sacerdotes | Sacerdotes    | Sacerdotes    | Bautizados por sacerdote | Diáconos permanentes | Religiosos | Religiosos | Parroquias |
| Año                                                                             | Bautizados católicos | Total     | % de católicos | Total      | Clero secular | Clero regular | Bautizados por sacerdote | Diáconos permanentes | Varones    | Mujeres    | Parroquias |
| ------------------------------------------------------------------------------- | -------------------- | --------- | -------------- | ---------- | ------------- | ------------- | ------------------------ | -------------------- | ---------- | ---------- | ---------- |
| 1970                                                                            | 5807                 | 2 920 297 | 0.2            | 25         | 2             | 23            | 232                      |                      | 33         | 31         |            |
| 1980                                                                            | 9942                 | 4 468 274 | 0.2            | 26         | 3             | 23            | 382                      |                      | 33         | 35         | 18         |
| 1990                                                                            | 19 144               | 5 118 000 | 0.4            | 32         | 8             | 24            | 598                      |                      | 35         | 50         | 20         |
| 1999                                                                            | 31 765               | 5 694 679 | 0.6            | 45         | 17            | 28            | 705                      |                      | 42         | 72         | 24         |
| 2000                                                                            | 34 848               | 5 796 126 | 0.6            | 49         | 19            | 30            | 711                      |                      | 60         | 79         | 25         |
| 2001                                                                            | 36 518               | 5 796 126 | 0.6            | 53         | 21            | 32            | 689                      |                      | 60         | 100        | 26         |
| 2002                                                                            | 38 894               | 5 824 935 | 0.7            | 60         | 22            | 38            | 648                      |                      | 62         | 97         | 26         |
| 2003                                                                            | 40 598               | 5 824 935 | 0.7            | 58         | 22            | 36            | 699                      |                      | 64         | 101        | 26         |
| 2004                                                                            | 41 944               | 5 824 935 | 0.7            | 60         | 22            | 38            | 699                      |                      | 61         | 110        | 27         |
| 2006                                                                            | 46 022               | 5 943 000 | 0.8            | 72         | 26            | 46            | 639                      |                      | 68         | 109        | 32         |
| 2013                                                                            | 63 273               | 5 826 928 | 1.1            | 85         | 27            | 58            | 744                      |                      | 102        | 151        | 45         |
| 2016                                                                            | 65 829               | 5 853 206 | 1.1            | 92         | 39            | 53            | 715                      |                      | 98         | 170        | 47         |
| 2018                                                                            | 50 913               | 3 025 649 | 1.7            | 47         | 25            | 22            | 1083                     |                      | ?          | 107        | 31         |
| 2019                                                                            | 55 489               | 3 140 056 | 1.8            | 82         | 43            | 39            | 676                      |                      | 82         | 125        | 34         |
| Fuente: Catholic-Hierarchy, que a su vez toma los datos del Anuario Pontificio. |                      |           |                |            |               |               |                          |                      |            |            |            |

## Episcopologio
- Sede vacante (1959-1975)

- Robert Ratna Bamrungtrakul † (28 de abril de 1975-17 de octubre de 1986 renunció)
- Joseph Sangval Surasarang † (17 de octubre de 1986-10 de febrero de 2009 renunció)
- Francis Xavier Vira Arpondratana, desde el 10 de febrero de 2009